# Moorcroft (Wyoming)
Moorcroft es un pueblo ubicado en el condado de Crook  en el estado estadounidense de Wyoming. En el año 2010 tenía una población de 1.009 habitantes y una densidad poblacional de 347.93 personas por km².

## Geografía
Moorcroft se encuentra ubicado en las coordenadas 44°15′54.23″N 104°56′56.65″O / 44.2650639, -104.9490694. Según la Oficina del Censo, la localidad tiene un área total de 2,9 km² (1,1 mi²), de la cual 2,9 km² (1,1 mi²) es tierra y 0 km² (0 mi²) (0.0%) es agua.

### Localidades adyacentes
El siguiente diagrama muestra a las localidades en un radio de 92 kilómetros (57,2 mi) de Moorcroft.

## Demografía
En el 2000 la renta per cápita promedia del hogar era de $36.953, y el ingreso promedio para una familia era de $41.484. El ingreso per cápita para la localidad era de $16.476. En 2000 los hombres tenían un ingreso per cápita de $32.109 contra $19.632 para las mujeres. Alrededor del 5.2% de la población estaba bajo el umbral de pobreza nacional.